# Teodor Baconschi
Teodor Anatol Baconschi (n. 14 februarie 1963, București, România) este un antropolog religios, autor, diplomat, teolog și politician român (Partidul Mișcarea Populară), fost ministru de externe al României, între 23 decembrie 2009 - 23 ianuarie 2012, în Guvernul Emil Boc (2).

## Originea și studiile
Teodor Baconschi s-a născut la data de 14 februarie 1963 în București, ca fiu al poetului A.E. Baconsky și al soției sale Clara. Unele surse indica mama acestuia ca fiind profesoara de franceza Ioana Postica. După obținerea bacalaureatului la un liceu cu profil filologie-istorie la București în 1981, a studiat la Institutul Teologic Universitar din București unde a obținut diploma de licență în anul 1985.

## Cariera profesională
După absolvirea facultății a lucrat, în perioada 1986-1989, ca redactor la Editura Institutului Biblic și de Misiune al Bisericii Ortodoxe Române. Imediat după Revoluția din 1989, în timpul retragerii patriarhului Teoctist la Sinaia, a întemeiat la Grupul de Reflecție pentru Înnoirea Bisericii, alături de protosinghelul Daniel Ciobotea și arhimandritul Bartolomeu Anania, colegi ai săi de la Institutul de Misiune al BOR, la care au aderat preoții Constantin Galeriu, Dumitru Stăniloaie, Constantin Voicescu, ieromonahul Iustin Marchiș, precum și laicii Sorin Dumitrescu și Horia Bernea.
În 1990, Teodor Baconschi a devenit consilier la Ministerul Culturii. În același an a obținut o bursă de studii pentru doctorat din partea guvernului francez, studiind la Universitatea Paris IV Sorbonne, între anii 1990 și 1994, timp în care a obținut diploma de studii aprofundate (DEA) în anul 1991 și apoi doctoratul în antropologie religioasă și istorie comparată a religiilor, cu calificativul "magna cum laude" în anul 1994, avându-l ca îndrumător pe profesorul Michel Meslin.
După ce s-a întors în România, a lucrat pentru o perioadă ca Director al Editurii Anastasia (1995-1997). În paralel, a predat ca lector asociat un curs de antropologie religioasă la Facultatea de Filosofie a Universității din București, lucrând și ca redactor-șef la emisiunea “Viața spirituală” de la TVR. În anul 1996, a absolvit studii post-doctorale ca fellow al Colegiului Noua Europă din București.
Președintele Emil Constantinescu l-a trimis în perioada 1997-2001 în funcția de ambasador al României pe lângă Sfântul Scaun. De asemenea, între anii 1999 și 2001, Teodor Baconschi a fost acreditat în Republica San Marino și pe lângă Ordinul Suveran al Cavalerilor de Malta. A fost rechemat în țară în anul 2001, fiind numit în funcția de director general în Ministerul Afacerilor Externe. În perioada noiembrie 2002–ianuarie 2005, a deținut funcția de Ambasador al României în Portugalia. Pe 21 ianuarie 2005, a fost numit secretar de stat pentru Afaceri Globale în Ministerul Afacerilor Externe. La data de 11 septembrie 2006, Teodor Baconschi a fost demis din funcția de secretar de stat de către premierul Călin Popescu Tăriceanu ca urmare a politicii de restructurare la nivelul ministerelor. Întrebat de către Agenția Mediafax despre motivele demiterii sale, Baconschi, care nu era înregimentat politic în nici un partid, a răspuns: „A fost decizia primului-ministru de a pune în locul meu un liberal cu carnet de partid.” Din 26 octombrie 2006, Teodor Baconschi deține funcția de consilier prezidențial la Departamentul pentru Relația cu Autoritățile Publice și Societatea Civilă, preluând postul lăsat liber de Claudiu Săftoiu, care fusese numit în funcția de director al SIE. Pe 2 august 2007, a fost numit de către Președintele României ambasador extraordinar și plenipotențiar în Franța. La data de 4 martie 2008, a fost numit și în calitatea de ambasador extraordinar și plenipotențiar al României în Principatul Andorrei și în Principatul Monaco. Între decembrie 2009 și ianuarie 2012 a îndeplinit mandatul de ministru al Afacerilor Externe.
Pe 28 septembrie 2010 a intrat în PD-L, iar pe 13 octombrie al aceluiași an, a lansat Fundația Creștin-Democrată. Baconschi a demisonat din Partidul Democrat Liberal, la data de 30 ianuarie 2014, și s-a alăturat proiectului lui Traian Băsescu, Partidul Mișcarea Populară (PMP). Imediat după, Baconschi a declarat că va candida pe listele acestui partid la Europarlamentarele din mai 2014. Ulterior, a demisionat din PMP și a decis să părăsească viața politică, reintegrându-se în serviciul diplomatic al României, ca ambasador în Centrala MAE.

## Viața personală
Teodor Baconschi este căsătorit și este tatăl a doi copii, un băiat și o fată, Ștefan și Irina Baconschi.

## Afilieri și distincții
- Teodor Baconschi deține gradul diplomatic de ambasador.
- Membru al Asociației Internaționale de Studii Patristice (AIEP, Paris).
- Membru al Colegiului Noua Europă (București).
- Comandor al Legiunii de Onoare (Franța), 2010[11]
- Marea Cruce a Ordinului Ecvestru Pius al IX-lea (Sf. Scaun)
- Mare Ofițer al Ordinului Sfintei Agata (San Marino)
- Ofițer al Ordinului Național “Serviciul Credincios” (România), 2000[12]
- Mare Ofițer al Ordinului „Steaua solidarității italiene”
- Mare Ofițer al Ordinului Național pentru Merit (Portugalia).
- Premiul „Celebritatea anului în administrație”, 2011[13]

## Lucrări publicate
A publicat o serie de cărți de filozofie și eseistică creștină, sub semnătura de autor Teodor Baconsky (în grafia consacrată de tatăl său, poetul A.E. Baconsky; din 2010, a revenit la grafia numelui așa cum apare în actul de identitate: Teodor Baconschi). Printre aceste cărți, menționăm următoarele:
- Le Rire des Pères. Essai sur le rire dans la patristique grecque (Desclée de Brouwer, Paris, 1996) (cu o prefață de Olivier Clément);
- Râsul Patriarhilor. O antropologie a deriziunii în patristica răsăriteană (Ed. Anastasia, 1996) (cu o prefață de Andrei Pleșu);
- Iacob și îngerul. 45 de ipostaze ale faptului religios (Ed. Anastasia, 1996);
- Ispita Binelui. Eseuri despre urbanitatea credinței (Ed. Anastasia, 1999);
- Puterea Schismei. Un portret al creștinismului european (Ed. Anastasia, 2001);
- Roma Caput Mundi. Un ghid subiectiv al Cetății eterne (împreună cu Horia Bernea), (Ed. Humanitas, 2001), carte ce a obținut Premiul Asociației Editorilor din România pentru cea mai frumoasă carte de artă;
- Dumitru Stăniloae sau paradoxul teologiei (Ed. Anastasia, București, 2003) - împreună cu Bogdan Tătaru-Cazaban;
- Pe ce lume trăim (Editura Pro, 2004)
- Insula cetății. Jurnal parizian (1991–1994) (Ed. Curtea Veche, 2005);
- Turn inclinat. Fragmente de arheologie profetică (Ed. Curtea Veche, 2007);
- Despre necunoscut (Ed. Humanitas, 2007, reeditare la Baroque Arts & Books, 2012, cu o prefață de Sorin Lavric).
- 111 incursiuni în cotidianul românesc (ilustrații de Devis Grebu) Curtea Veche, 2007
- Bisericile din lemn din Maramureș, album UNESCO, Editura Vellant, 2009
- Creștinism și democrație (Ed. Curtea Veche, 2011)
- Legătura de chei. O mărturie diplomatică în dialog cu Armand Goșu, Ed. Curtea Veche, 2013
- Facebook. Fabrica de narcisism, Humanitas, 2015[14]
- Anatomia ratarii - Tipuri si tare din Romania postcomunista (în dialog cu Dan Silviu Boeriu) (Ed. Humanitas 2016)
- Cetatea sub asediu. Însemnări despre credință, rațiune și terorism (Ed. Doxologia, 2016)[15]
- Fascinația tradiției. Studii patristice și de istorie a religiilor (Editura Lumea, 2017)
- Mic almanah al marilor oameni (pe care i-am cunoscut) (Polirom, 2018)
- Darul desăvârșit. Gânduri despre civilizația creștină (Doxologia, 2018)

De asemenea, Teodor Baconschi a publicat și studii, articole, eseuri și recenzii în presa culturală românească (Sfera Politicii, Transilvania, Revista 22, Dilema, Ziarul Financiar, Secolul 20, Cuvântul, Renașterea, Vatra etc.). O parte din studii au apărut publicate în volume colective din Italia. A fost titular al rubricii "Turn înclinat" din revista "Dilema Veche" și editorialist al ziarului “Cotidianul”. A scris prefețe, studii introductive la trei volume traduse din limba franceză. De asemenea, a colaborat la BBC și Europa Liberă.